# Моріс Ґоміс
'Моріс Ґоміс (порт. Maurice Gomis / фр. Maurice Gomis / італ. Maurice Gomis; нар. 10 листопада 1997, Кунео, Італія) — бісауський та італійський футболіст, воротар кіпрського «Ая-Напа» та національної збірної Гвінеї-Бісау.

## Клубна кар'єра

### Початок кар'єри. «Торіно»
Футболом розпочав займатися в скромному італійському клубі «Кунео» з однойменного міста. Згодом перебрався до молодіжної академії «Торіно», як і його старші брати Ліс Ґоміс та Альфред Гоміс, які також виступають на позиції воротаря. У 16-річному віці потрапив до заявки «Торіно U-19» на сезон 2015/16 років. У вище вказаному сезоні за команду не грав, залишався дублером Андреа Дзакканьо та Ніколаса Лентіні. 
5 серпня 2015 року відданий в оренду клубу Серії D «Дельта Порто Толле», де й розпочав професіональну кар'єру.. 9 січня 2016 року перейшов в оренду до складу іншого представника Серії D, «Местре». 19 липня 2016 року повернувся до команди рідного міса «Кунео» (підписав контракт на повноцінній основі), яка також грала в Серії D. У наступному сезоні 2016/17 років став основним воротарем клубу. Допоміг команді вийти до Серії C.
29 серпня 2017 року став гравцем представника Серії D «Ночеріни». Провів вдалий для себе сезон 2017/18 років, пропустив найменшу кількість голів серед воротарів від клубів Серії A до Серії D. Але при цьому у вище вказаному клубі залишався третім воротарем.

### СПАЛ
6 липня 2018 року підписав 3-річний контракт з клубом Серії А СПАЛ, де став дублером свого рідного брата Альфреда.

#### Оренда в «Сиракуза»
26 липня 2018 року відправився в оренду на сезон до представника Серії C «Сиракузи». 9 вересня 2018 року отримав легкі травми в автокатастрофі, в якій також загинув водій автомобіля, 27-річний співробітник клубу «Сиракуза» Давіде Артале.
Після одужання дебютував у Серії С за «Сіракузи» 15 жовтня 2018 року в поєдинку проти «Реджини».

#### Оренда в «Кукесі»
31 січня 2019 року відправився в чергову оренду, цього разу до албанського «Кукесі», але зіграв лше один матч за команду. По завершенні оренди повернувся в СПАЛ, але за два роки не зіграв жодного офіційного матчу.

### «Ая-Напа»
У серпні 2021 року залишився без клубу, після чого перейшов до кіпріотського клубу «Ая-Напа».

## Кар'єра в збірній
Наприкінці травня 2021 року отримав виклик до національної збірної Гвінеї-Бісау. У футболці національної команди дебютував 11 січня 2022 року в нічийному (0:0) поєдинку Кубку африканських націй 2021 року проти Судану.

## Особисте життя
Старші брати моріса, Ліс та Альфред, представляли Сенегал на міжнародному рівні. Має бісауське та сенегальське походження.

## Статистика виступів

### Клубна кар'єра
Станом на 11 січня 2022.
| Сезон             | Команда           | Чемпіонат         | Чемпіонат | Чемпіонат | Нац. кубок | Нац. кубок | Нац. кубок | Конт. кубок | Конт. кубок | Конт. кубок | Інші кубки | Інші кубки | Інші кубки | Загалом | Загалом |
| Сезон             | Команда           | Змаг.             | Матчі     | Голи      | Змаг.      | Матчі      | Голи       | Змаг.       | Матчі       | Голи        | Змаг.      | Матчі      | Голи       | Матчі   | Голи    |
| ----------------- | ----------------- | ----------------- | --------- | --------- | ---------- | ---------- | ---------- | ----------- | ----------- | ----------- | ---------- | ---------- | ---------- | ------- | ------- |
| 2015-січ. 2016    | «Дельта Ровіго»   | D                 | 4         | -7        | КІ+КІ-D    | 0+1        | 0 + -3     | -           | -           | -           | -          | -          | -          | 5       | -10     |
| січ.-чер. 2016    | «Местре»          | D                 | 11        | -14       | КІ-D       | -          | -          | -           | -           | -           | -          | -          | -          | 11      | -14     |
| 2016-2017         | «Кунео»           | D                 | 33+2      | -25 + -4  | КІ-D       | 3          | -4         | -           | -           | -           | -          | -          | -          | 38      | -33     |
| 2017-2018         | «Ночеріна»        | D                 | 27+1      | -18 + -1  | КІ-D       | 0          | 0          | -           | -           | -           | -          | -          | -          | 28      | -19     |
| 2018-січ. 2019    | «Сиракуза»        | C                 | 7         | -7        | КІ-C       | 3          | -4         | -           | -           | -           | -          | -          | -          | 10      | -11     |
| січ.-чер. 2019    | «Кукесі»          | КС                | 1         | -1        | КА         | 0          | 0          | -           | -           | -           | -          | -          | -          | 1       | -1      |
| 2020-2021         | СПАЛ              | B                 | 0         | 0         | КІ         | 0          | 0          | -           | -           | -           | -          | -          | -          | 0       | 0       |
| 2021-2022         | «Ая-Напа»         | БК                | 12        | -22       | -          | -          | -          | -           | -           | -           | -          | -          | -          | 12      | -22     |
| Усього за кар'єру | Усього за кар'єру | Усього за кар'єру | 95+3      | -94 + -5  |            | 7          | -11        |             | -           | -           |            | -          | -          | 105     | -110    |

### У збірній
| Дата      | Місто | Господарі    | Результат | Гості        | Турнір                                    | Голи | Примітки |
| --------- | ----- | ------------ | --------- | ------------ | ----------------------------------------- | ---- | -------- |
| 11-1-2022 | Гаруа | Судан        | 0 – 0     | Гвінея-Бісау | Кубок африканських націй 2021 - 1-й раунд | -    |          |
| 19-1-2022 | Гаруа | Гвінея-Бісау | 0 – 2     | Нігерія      | Кубок африканських націй 2021 - 1-й раунд | -2   |          |
| Усього    |       | Матчів       | 2         |              | Голів                                     | -2   |          |

## Досягнення

### Клубні
«Кунео»
- Серія D
  -  Чемпіон (1): 2016/17 (група А)

«Кукесі»
- Кубок Албанії
  -  Володар (1): 2018/19